# Полуботки
Полуботки (пол. Połubotek) — український козацько-старшинський рід. 

## Історія роду
Нащадки Яреми Корнійовича Полуботка, райці чернігівського міського магістрату. Його онуком був переяславський полковник Леонтій Полуботок, а праонуком гетьман Війська Запорозького Павло Полуботок.
В першій половині XVIII ст. родина Полуботків була однією з найзаможніших на Лівобережжі, але вже в другій половині вона згасла. Їхні родові маєтки успадкували нащадки по жіночій лінії — Милорадовичів та Лашкевичів.

## Опис герба
Через різні варіації родинного герба який використовували різні представники родини Полуботків, частина дослідників вважає його різновидністю гербу Пржиятель, а інша оригніальним витвором козацької геральдики XVII-XVIII ст.

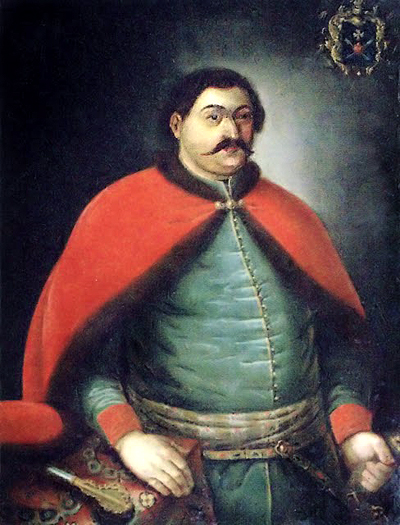
Портрет Павла Полуботка із зображенням герба.

Серед вживаних варіацій зокрема були наступні:
1. У червоному полі золоте серце, покладене поверх двох схрещених чорними вістрями донизу стріл, над серцем срібний хрест.
2. Герб Павла Леонтійовича Полуботка: у зеленому полі щита червоне серце, яке супроводжується зверху золотим кавалерійським хрестом. Нашоломник: три страусових пера.
3. Печатка Павла Леонтійовича Полуботка (1713): у щиті серце увінчане кавалерійським хрестом і пронизане двома стрілами, перекинутими в Андріївський хрест. Нашоломник: п'ять страусових пір'їв. Навколо щита літери: П.П.П.В.Е.Ц.П.В.З.Ч. (рос. Павел Полуботок, полковник войска его царского пресветлого величества Запорожского Черниговский, укр. Павло Полуботок, полковник війська його царської пресвітлої величності Запорізького Чернігівський).

## Родова схема
І
- Ярема Полуботок (? — ?) — мешканець Чернігова, райця міського магістрату (1637).

ІІ
- Артемій Полуботок (? — ?) — сотник Чернігівського полку за гетьмана Дем'яна Многогрішного.

ІІІ
- Леонтій Полуботок (? — 1695) — полковник Переяславський полку, противник Івана Мазепи.

IV
- Павло Полуботок (? — 1724) — гетьман Війська Запорозького (1722—1724).

1680. Єфимія Самойлович (? — лютий 1717), небога Івана Самойловича.
1718. Ганна Лазаревичева (? — ?), донька ніжинського полкового судді Лазаревичева, вдова військового товарища Жураківського.
Полуботок Тетяна Леонтіївна (? — 1729) — дружина Генерального писаря Семена Савича
V
- Андрій Полуботок (? — 1744)
- Яків Полуботок (? — 1734)
- Олена Полуботок (? — 23 квітня 1745): Яків Маркович (1696—1770), небіж Анастасії Скоропадської.
- Ганна Полуботок (старша) (? — ?)
- Ганна Полуботок (молодша) (? — ?)

VI
- Софія Полуботок (1720—1772) — донька Андрія.

Іван Миклашевський (? — ?)
- Уляна Полуботок (1727—1772)

Іван Забіла (? — ?) — донька Андрія.
- Василь Полуботок (? — 1768) — син Андрія.
- Агафія Полуботок (? — ?) — донька Якова.

Іван Скоропадський (? — 1785)
- Семен Полуботок (? — 1752) — син Якова.

Ганна Стахович (? — ?)
VII
- Софія Полуботок (? — 1773) — донька Семена.

Петро Милорадович (1723—1799)